# Gustav Fabergé
Gustav Fabergé (18 de fevereiro de 1814 - 3 de janeiro de 1894) foi um joalheiro alemão do Báltico e pai de Peter Carl Fabergé, fabricante de ovos Fabergé. Ele estabeleceu seu próprio negócio em São Petersburgo, que seu filho herdou.

## Vida
Gustav Fabergé, um alemão do Báltico, nasceu na cidade de Pernau (agora Pärnu) na Livônia (atual Estônia) em 18 de fevereiro de 1814. Seu pai, o artesão Pierre Favry (1768–1858; mais tarde Fabrier), mudou-se para a província báltica da Livônia, então parte do Império Russo. Pierre mudou-se para lá em 1800 da cidade alemã de Schwedt an der Oder. Ele se casou com a filha de um comerciante da Silésia chamada Maria Louisa Elsner (1776–1855). Sua família eram huguenotes da Picardia que viviam na Alemanha, tendo fugido da perseguição religiosa na França no final do século XVII, após a revogação do Édito de Nantes. Em 1796, ele se registrou como mestre marceneiro em Pärnu sob os nomes de Peter Fabrier em 1796 e Peter Faberg em 1808. Seu filho Gustav nasceu em Pärnu, onde adotou o sobrenome de Faberge em 1828. Gustav foi aprendiz de Andreas Ferdinand Spiegel em São Petersburgo. Ele então trabalhou para Johann Wilhelm Keibel na década de 1830.
Gustav se qualificou como mestre em 1841. Em 1842, ele abriu a joalheria House of Fabergé em São Petersburgo e se casou com Charlotte Maria Jungstedt (nascida Jungstedt), filha de um artista dinamarquês, Carl Jungstedt. Ele empregou Johann Alexander Gunst, Johann Eckhardt e desde 1857 August Wilhelm Holmström. Peter Carl Fabergé foi inicialmente educado em São Petersburgo. Em 1860, Gustav Fabergé se aposentou e, junto com sua esposa e filho, mudou-se para Dresden, deixando o negócio nas mãos de Peter Hiskias Pending e VA Zaianchkovski. Em Dresden, eles moravam em Walpurgisstraße e Victoriastraße, a poucos minutos a pé do Castelo e da famosa coleção de joias Grünes Gewölbe, com a importante joalheria de Johann Melchior Dinglinger. Peter Carl continuou sua educação em Dresden. Um segundo filho, Agathon, nasceu do casal dois anos depois. Uma filha, Wilhelmine Charlotte Fabergé nasceu em 1850 em São Petersburgo.
Em 1864, Peter Carl Fabergé embarcou em um Grand Tour da Europa. Ele recebeu aulas de ourives respeitados na Alemanha, França e Inglaterra, frequentou um curso no Schloss's Commercial College em Paris e viu os objetos nas galerias dos principais museus da Europa. Ele voltou para São Petersburgo e se casou com Augusta Julia Jacobs. Nos dez anos seguintes, o mestre de trabalho confiável de seu pai, Peter Hiskias Pendin, atuou como seu mentor e tutor. Após a morte de Pendin em 1882, Peter Carl assumiu o negócio e foi acompanhado por seu irmão Agathon Fabergé.

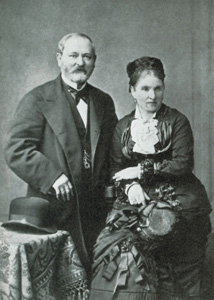
Gustav Fabergé e sua esposa, Charlotte Jungstedt, década de 1890
Gustav Fabergé viveu em Dresden com sua esposa até que ela faleceu em 1893. Ele morreu em 3 de janeiro de 1894, aos 79 anos, e foi cremado em Gotha com suas cinzas enterradas ao lado dos restos mortais de sua esposa no Trinitatisfriedhof (Cemitério da Trindade) em Dresden. Uma lápide não existe mais.